# Svetlana Guskova
Svetlana Guskova (russisch Светлана Гуськова, Swetlana Guskowa; * 19. August 1957 in Tiraspol, MSSR, Sowjetunion) ist eine ehemalige moldauische Leichtathletin, die für die Sowjetunion im Mittel- und Langstreckenlauf an den Start ging.

## Sportliche Laufbahn
Erste internationale Erfahrungen sammelte Svetlana Guskova vermutlich im Jahr 1979, als sie bei den Halleneuropameisterschaften in Wien in 4:07,4 min die Bronzemedaille im 1500-Meter-Lauf hinter der Rumänin Natalia Mărășescu und ihrer Landsfrau Samira Saizewa gewann. 1985 gewann sie bei der Sommer-Universiade in Kōbe in 32:59,24 min die Silbermedaille im 10.000-Meter-Lauf hinter ihrer Landsfrau Marina Rodtschenkowa und im Jahr darauf belegte sie bei den Goodwill Games in Moskau in 15:17,90 min den vierten Platz über 5000 Meter. Anschließend gelangte sie bei den Europameisterschaften in Stuttgart mit 31:42,32 min auf den fünften Platz über 10.000 Meter. Daraufhin beendete sie ihre aktive sportliche Karriere im Alter von 29 Jahren.
1986 wurde Guskova sowjetische Meisterin im 10.000-Meter-Lauf.

## Persönliche Bestleistungen
- 800 Meter: 1:59,5 min, 19. August 1978 in Podolsk
  - 1000 Meter (Halle): 2:38,69 min, 11. Februar 1984 in Moskau (moldauischer Rekord)
- 1500 Meter: 3:57,05 min, 27. Juli 1982 in Kiew (moldauischer Rekord)
  - 1500 Meter (Halle): 4:07,4 min, 25. Februar 1979 in Wien (moldauischer Rekord)
- 3000 Meter: 8:29,36 min, 25. Juli 1982 in Wien (moldauischer Rekord)
  - 3000 Meter (Halle): 9:00,59 min, 19. Februar 1982 in Moskau (moldauischer Rekord)
- 5000 Meter: 15:02,12 min, 21. Juni 1986 in Tallinn (moldauischer Rekord)
- 10.000 Meter: 31:42,43 min, 30. August 1986 in Stuttgart (moldauischer Rekord)